# 蔦文也
蔦 文也（つた ふみや、1923年〈大正12年〉8月28日 - 2001年〈平成13年〉4月28日）は、徳島県徳島市出身の日本のプロ野球選手（投手）、高校野球指導者（徳島県立池田高等学校監督）。その采配から「攻めダルマ」の異名を持ち、「さわやかイレブン」「やまびこ打線」として知られる池田高校野球部を40年間指導。選抜高等学校野球大会、全国高等学校野球選手権大会において優勝3回（夏春連覇1回）、準優勝2回の実績を挙げ、亡くなった今も高校野球を代表する名将のひとりとして数えられる。
池田町名誉町民第1号。孫に映像作家の蔦哲一朗がおり、監督としてドキュメンタリー映画『蔦監督―高校野球を変えた男の真実―』を制作している（2015年12月27日公開）。2014年に池田高校が22年ぶりに甲子園出場を決めたのを機に、蔦をモデルとしたご当地キャラの「つたはーん」が阿波池田商工会議所青年部によって製作されている。

## 生涯
蔦は1923年に徳島市で生まれ、旧家の一人息子として裕福に育った。徳島県立商業学校に進学するが、当時の徳商は後に「徳島県高校野球育ての親」と言われる稲原幸雄監督が率いており、練習見学で猛練習に恐れをなして1年目はテニス部に所属。2年目から野球部に転じ、稲原の指揮で1939年の選抜に一塁手として、1940年の春の選抜・夏の選手権には投手として甲子園に出場している。先輩に林義一、同級生に平井三郎がいる。卒業後は同志社大学経済学部に入学し、野球部では徳網茂とバッテリーを組んで黄金時代を築くが、学徒出陣で太平洋戦争に出征する。のちに日本海軍の特攻隊員となるも、出撃前に終戦を迎えた。
戦後は同志社大学卒業後、日本製鐵広畑に半年間所属し帰郷。日本通運に勤務する傍ら、恩師の稲原が監督を務める地元のノンプロチーム「全徳島」に加入。都市対抗に3度出場するなど、当時はプロ化の動きもあったほど人気のあったチームでメンバーにはエースで4番の林、平井らがいた。1949年10月12日に東急フライヤーズに投手として入団したが、わずか1年で退団し再び帰郷。
故郷・徳島の池田高校（当時の校名は総合池田高等学校。現在の校名になったのは1956年。以下同じ。）が野球部の指導者を探していたことから、徳島県の公立高校の教員試験を受け合格し同県の公立高校教員（地方公務員）となり、1951年、池田高校に社会科教諭として赴任する。その授業は、いつも本題そっちのけで専ら野球の話で持ち切りだった。
翌1952年から同校の野球部監督に就任。しかし、当時の野球部には戦後の物不足の影響もあり、ボールが3個とバットも2本しかなかったほどの粗末な環境であった。
長い間母校・徳島商の厚い壁に跳ね返され続けたが、1971年夏の第53回全国選手権にて、池田高校は甲子園初出場を果たした。1974年春の第46回選抜には、「さわやかイレブン」と呼ばれたわずか11人の部員で準優勝、1979年夏の第61回全国選手権にも箕島高校に惜敗したものの準優勝を記録した。
1980年ごろから、芯を少々外していても筋力があれば打球を飛ばせる金属バットの特性を最大限に生かすため筋力トレーニングを積極的に行い、「やまびこ打線」というニックネームがついた強力打線で以後の高校野球のスタイルをも一変させた。蔦の率いるチームも1982年夏の第64回全国選手権、1983年春の第55回選抜と夏春連覇を達成し、名実ともに黄金時代を迎える。当時の池田高校は類まれなる強さと蔦のキャラクターもあり、高校野球史上屈指の人気校となった。
蔦は監督として甲子園に春夏通算14回（監督として最後の甲子園出場は1988年夏の第70回全国選手権。岡田康志コーチが指揮を代理した1991年夏の第73回全国選手権を含めると15回）出場し、37勝、優勝3回、準優勝2回という素晴らしい成績を残すも68歳・監督就任40年目の1992年3月18日に勇退を表明した。ノックが打てないほど年老いたことが直接の原因である。同年6月30日には「池田町名誉町民第1号」に選ばれ、同じ年の11月11日には自身の功績を称えて同校内に記念碑が建立され除幕式が行われた。蔦もその後の数年間にわたって野球部の顧問を務めていたが、体調を崩し入退院を繰り返していた。
2001年4月28日、肺癌のため三好市内の病院で死去した。77歳没。戒名は「觀徹院誠文球道大居士」。葬儀には水野雄仁など多くの教え子に加え、前田三夫や福島敦彦など、他校の監督も弔問した。蔦の自宅は、今もJR阿波池田駅の近くに残っている。

## 人物

### 攻めダルマ
蔦の采配は鋭い打球が自慢のパワー野球で、対戦相手を次々にねじ伏せた池高野球。その攻撃力から蔦も「攻めダルマ」と畏れられていた。その愛称から強気な性格が連想されるが、実際の蔦はものすごく臆病な性格で、初めて甲子園に出場するまでは池田高校が3点リードしていても「もうダメじゃ。帰り支度や」と試合を捨てることもあったという。

### 酒
また、蔦は酒の力を借りて臆病な性格を隠す傾向も見られ（蔦は「ワシから野球と酒を取ったら何も残らん」とも公言していた。）、池田町界隈では泥酔した蔦の姿がよく見かけられたという。蔦が酒飲みであったことは池田町ばかりか、三好郡内でも有名だった。

### 蔦語録
- 「そんなことやったら、いつまでたっても徳商に勝てんぞ」　-　甲子園初出場以前の口癖
- 「山あいの町の子供たちに一度でいいから大海を見せてやりたかったんじゃ」[7]　-　1971年夏、甲子園初出場時。この言葉は校門横の石碑にも刻まれている。
- 「さわやかでも何でもない。ワシのしごきがきついけん、ついていけんようになっただけじゃ。」　-　1974年春（さわやかイレブンで準優勝時）
- 「甲子園はいっぺん味をしめると忘れられへん。ワシは池田に骨を埋めるつもりじゃ。私学は制約が多いし、他県にもよう出ていかんし…」　-　1982年夏（初の全国制覇のとき）
- 「ワシはバントとかコツコツ当てていく野球は嫌いなんじゃ。野球に理屈はいらん。思い切り、のびのび打ったらええんじゃ」　-　1982年秋
- 「ワシがノックバットを離すときは監督を辞める時。ワシは死ぬまで離さんぞ」　-　1987年[春
- 「鍛錬千日之行 勝負一瞬之行」[7]
- 「たかが野球 されど野球」[7]
- 「野球で必ずレギュラーになったエリートが必ずしも人生のエリートにはなるとは思わん。野球の控えは人生の控えではないと言う事を先生も良く言いよることじゃ」
- 「負けることは不名誉なことではない。不名誉なことは、負けることによって人間が駄目になってしまうこと」
- 「人生は敗者復活戦ぞ」

## 選手情報

### 年度別投手成績
| 年 度     | 球 団     | 登 板 | 先 発 | 完 投 | 完 封 | 無 四 球 | 勝 利 | 敗 戦 | セ 丨 ブ | ホ 丨 ル ド | 勝 率 | 打 者 | 投 球 回 | 被 安 打 | 被 本 塁 打 | 与 四 球 | 敬 遠 | 与 死 球 | 奪 三 振 | 暴 投 | ボ 丨 ク | 失 点 | 自 責 点 | 防 御 率 | W H I P |
| --------- | --------- | ----- | ----- | ----- | ----- | -------- | ----- | ----- | -------- | ----------- | ----- | ----- | -------- | -------- | ----------- | -------- | ----- | -------- | -------- | ----- | -------- | ----- | -------- | -------- | ------- |
| 1950      | 東急      | 5     | 0     | 0     | 0     | 0        | 0     | 1     | --       | --          | .000  | 57    | 10.0     | 21       | 2           | 8        | --    | 0        | 3        | 0     | 0        | 14    | 13       | 11.70    | 2.90    |
| 通算：1年 | 通算：1年 | 5     | 0     | 0     | 0     | 0        | 0     | 1     | --       | --          | .000  | 57    | 10.0     | 21       | 2           | 8        | --    | 0        | 3        | 0     | 0        | 14    | 13       | 11.70    | 2.90    |

### 背番号
- 16 （1950年）

### 逸話
1939年9月、蔦は直前の夏の甲子園を制覇した海草中学校との練習試合で真田重蔵-嶋清一の投手リレーを相手に4-3で投げ勝った。
蔦が東急フライヤーズに在籍した年の同僚には、塩瀬盛道がいた。塩瀬がプロ野球史に残る「公式戦唯一の打席で初球をホームラン」という記録を作った試合（1950年5月11日、大映スターズ戦）では塩瀬の前に登板している。後年、高校野球の監督として有名になってからこの試合のことを聞かれたが、よく覚えていないという返事であった。

## 指導実績

### 甲子園での成績
- 春 - 出場7回・21勝5敗・優勝2回（1983年、1986年）・準優勝1回（1974年）
- 夏 - 出場7回・16勝6敗・優勝1回（1982年）・準優勝1回（1979年）
- 通算 - 出場14回・37勝11敗・優勝3回・準優勝2回

### 教え子
プロ・実業団の選手
- 蔵文男 - 阪急
- 畠山準 - 南海、横浜
- 水野雄仁 - 巨人
- 宮内仁一 - 阪神
- 松村高明 - 横浜
- 杉本尚文 - オリックス
- 梶田茂生 - 筑波大学、日本生命

高校野球の監督
- 岡田康志 - 池田高校、穴吹高校[15]
- 矢川雅英 - 池田高校、穴吹高校[15][3]
- 和田哲幸 - 鳴門高校、板野高校[15][3]
- 井上力 - 徳島商業、池田高校[15]
- 住吉圭吾 - 脇町高校[15][3]
岡田らが指導するチームが集まり、蔦の命日に毎年「蔦先生追悼親善試合」が行われている[15][3]。なお、彼らは指導するチームを徳島県の上位に育て上げた[15]。

その他
- 江上光治[注釈 3] - 早稲田大学、日本生命。八尾ベースボールクラブコーチ

## 関連書籍

### 自著・対談
- 蔦文也、山際淳司『強うなるんじゃ! ―ブンと生徒たちの泣き笑い高校野球』集英社、1983年3月、ISBN 978-4087800357。
- 蔦文也『攻めダルマの教育論』ごま書房〈ゴマブックス〉、1983年4月、NCID BA32186285、ASIN B000J7FA7W。

### 蔦を取り上げた書籍
- 津田康『池田高校野球部監督蔦文也の旅 ―やまびこが甲子園に響いた』たる出版、1983年4月、NCID BA52105297（増補改訂版 1985年3月 NCID BB17302898）。
- 篠宮幸男『負けからの出発 ―池田高校野球部蔦監督の素顔』日本放送出版協会、1984年7月、ISBN 4140083689。
- 須崎勝弥 編『蔦文也池田高校監督の「男の鍛え方」』プレジデント社〈イルカの本〉、1984年8月、ISBN 4833440172。
- 北原遼三郎『蔦文也のIKEDA行進曲』洋泉社、1999年4月、ISBN 978-4896913729。
- 大川公一『攻めダルマ蔦さん ― 池田高校・蔦文也監督遠望』アーバンプロ出版センター、2001年7月（新装版 2005年5月 ISBN 978-4899811503）。
- 富永俊治『阿波の攻めダルマ 蔦文也の生涯 ― たった11人で甲子園に出場し、負けても負けても挑戦し続けた元池田高校野球部監督の実像』アルマット、2007年3月、ISBN 978-4877313487。
- 畠山準、水野雄仁、江上光治『蔦文也と池田高校 ―教え子たちが綴る“攻めだるま"野球の真実』ベースボール・マガジン社〈ベースボール・マガジン社新書 042〉、2010年7月、ISBN 978-4583102825。
- 『池田高校野球部 栄光の軌跡』ベースボールマガジン社〈高校野球名門校シリーズハンディ版〉、2015年5月、ISBN 978-4583108520。
- 徳島県教育委員会「子どもたちに伝えたい郷土(徳島)の偉人 人生の開拓者たちに学ぶ」、徳島県教育委員会〈小学校道徳学習教材 平成24年度道徳教育総合支援事業、2013年3月、NCID BB12979101[注釈 4]。